# Bertrand Vogt

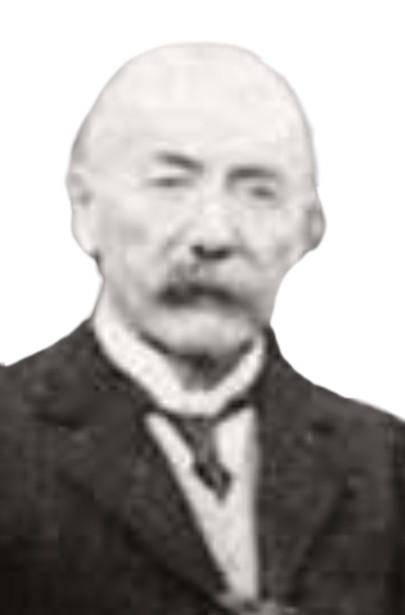
B. O. Vogt-Hediger (1917)

Bertrand Othmar Vogt, auch B. O. Vogt (* 1857 in Menziken; † 24. September 1936 in Reinach AG; heimatberechtigt in Menziken), war ein Schweizer Unternehmer und Politiker (FDP). Er war von 1909 bis 1917 freisinniges Mitglied des Grossen Rates des Kantons Aargau. Er war u. a. Teilhaber und Präsident der Hediger & Cie., Zigarrenfabriken (heute Villiger Söhne).

## Biographie
Vogt wurde als Sohn des Menziker Baumwollverlegers (Fabrikant) Melchior Vogt sen. (1811–1893) und Elisabeth (geborene Heiz) im Handelshaus geboren (abgebrochen 1988). Er war der Zweitgeborene von insgesamt sechs Geschwistern. Er hatte einen älteren Bruder, den Kaufmann Manfred Linus Vogt (1856–1943), sowie einen jüngeren Bruder Dr. Samuel Eugen Vogt (1862–1943), und drei Schwestern, Cäcilie Vogt, Emilie Vogt und Gotthilde Alma Vogt (1864–1938).
Sein Vater, Melchior Vogt sen., stammte aus einer alteingesessenen Familie, welche bereits früh mit der Baumwollproduktion sowie dem Betrieb von Wirts- und Badehäusern tätig war (Vogt-Quartier). Seine jüngste Schwester heiratete den Fabrikanten J. Karl Fischer (1868–1927) aus der Fischer-Reinach-Familie. Die Primarschule absolvierte Vogt in Menziken und die Bezirksschule in Reinach.
Er absolvierte eine Banklehre und war danach bei zahlreichen Firmen als Prokurist tätig, u. a. bei E. Stähli-Simon (Geldwechsel) in Basel. Er heiratete eine Tochter des Reinacher Zigarrenfabrikanten Johann Rudolf Hediger. 1856 gründete dieser mit seinem Vater und Bruder die Hediger Söhne. 1899 nach dessen Tod trat er als Kommanditär in die neue Firma Hediger & Cie. mit dem Betrag von 60'000 Franken ein. Seit 1904 firmierte die Firma als Aktiengesellschaft namens Cigarrenfabrik Hediger & Cie. A.-G., welche durch Vogt präsidiert wurde. Seit 1920 war er zudem Verwaltungsrat der Bank in Menziken (heute Valiant Bank).
Vogt verstarb am 24. September 1936 in Menziken. Seine Ehe blieb kinderlos. Aus seinem Nachlass gründete sein Bruder Manfred Linus Vogt den Fonds der Gebrüder Vogt, Nachkommen des verstorbenen Melchior Vogt, Fabrikant in Menziken, welcher primär das Armenwesen der Gemeinde unterstützen sollte. Er fand seine letzte Ruhestätte auf dem Friedhof von Menziken.
In der Schweizer Armee hatte Vogt die Stellung als Leutnant des Infanterie-Brigadestab XIII.

## Politik
Am 10. April 1909 wurde Vogt im Wahlkreis Reinach in den Grossen Rat des Kantons Aargau gewählt. Er gehörte dem Rat bis 1917 an.